# Meer van Genève
Het Meer van Genève, Frans: Le Léman, Lac Léman of Lac de Genève, Arpitaans: Lèman, is een groot meer op de grens tussen Zwitserland in het noorden en Frankrijk in het zuiden. Het heeft een oppervlakte van 584 km² en is maximaal 310 m diep. Het wordt vooral gevoed door de Rhône, die het meer in het oosten bereikt en in het zuidwesten bij Genève weer verlaat. Het meer ligt ingesloten tussen de Jura en de Alpen.

## Geschiedenis
Het Meer van Genève en de directe omgeving kennen een rijke cultuur, die lang teruggaat. De legers van het Romeinse Rijk vestigden zich om het meer. Calvijn woonde in Genève en ging op het meer zeilen. Edward Gibbon schreef een groot deel van zijn The History of the Decline and Fall of the Roman Empire (De geschiedenis van de neergang en val van het Romeinse Rijk) in Lausanne.

## Plaatsen aan het meer
Tot de plaatsen aan het meer horen onder meer (met de wijzers van de klok mee):
Aan de Zwitserse kant:
- kanton Genève, het zuidwestelijke punt: Genève en Versoix,
- kanton Vaud, de hele noord- en oostkant: Nyon, Gland, Rolle, Morges, Lausanne, Vevey, Montreux en Villeneuve,
- kanton Wallis, een smalle strook aan de zuidkant: Saint-Gingolph en le Bouveret, gemeente Port-Valais.

Aan de Franse, zuidelijke kant:
- Haute-Savoie: Chens-sur-Léman, Messery, Nernier, Yvoire, Excenevex, Sciez, Anthy-sur-Léman, Thonon-les-Bains, Évian-les-Bains, Lugrin, Meillerie en Saint-Gingolph.

Het centrum van nagenoeg alle plaatsen aan het Meer van Genève ligt wat hoger ten opzichte van het waterniveau. De plaatsen worden onderling frequent verbonden door de schepen van de Compagnie générale de navigation sur le lac Léman die zowel cruises verzorgen als dienstdoen als openbaar vervoer.

## Namen van het meer
De vroegst bekende opgetekende naam van het meer is Lacus Lemannus uit de Romeinse tijd. Die naam is weer afgeleid van het Griekse Liménos Límnē (Λιμένος Λίμνη), dat feitelijk "Havenmeer" betekent. Later werd het Lacus Lausonius, Lacus Losanetes en vervolgens in de Middeleeuwen Lac de Lausanne, Meer van Lausanne. Na de opkomst van Genève werd het Lac de Genève, ook vertaald in andere talen zoals het Nederlandse Meer van Genève. In de 18e eeuw kwam de Franse naam Lac Léman weer op. Normaal gesproken wordt het in Genève zelf Lac de Genève genoemd en in andere Franstalige gebieden Lac Léman. Op sommige, gedateerde kaarten staat het meer aangegeven als Lac d'Ouchy, vermoedelijk naar Ouchy, een aan het meer gelegen wijk van Lausanne.